# Autopista Caracas-La Guaira
La Autopista Caracas-La Guaira es una de las importantes autopistas de Venezuela que comunica la ciudad de Caracas con el principal puerto y aeropuerto del país (el Aeropuerto Internacional Simón Bolívar), ubicados en La Guaira y Maiquetía respectivamente, ambos en el estado La Guaira. Proyecto iniciado en 1945 e inaugurado en diciembre de 1953, obra realizada durante varios periodos presidenciales.

## Historia

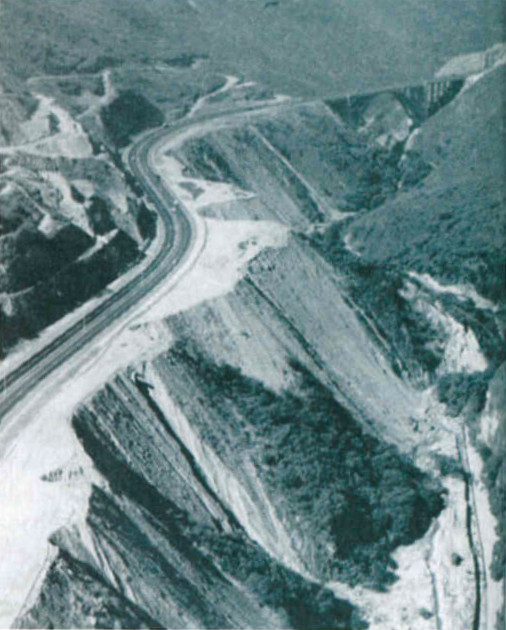
Construcción del primer tramo de la autopista

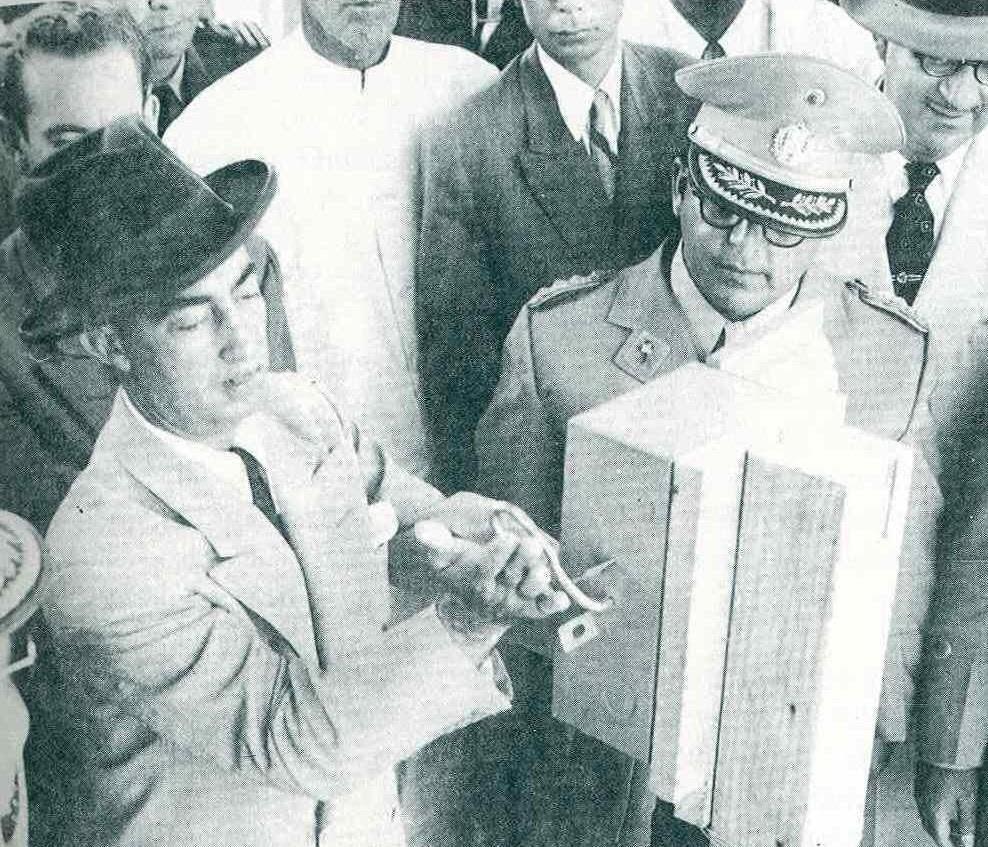
Germán Suárez Flamerich y Marcos Pérez Jiménez durante la inauguración de varias obras de la Autopista Caracas-La Guaira.

En 1945, el Ministerio de Obras Públicas comenzó los estudios preliminares para el trazado de esta autopista. Finalizados los estudios, se iniciaron los trabajos de construcción en enero de 1950. Tardaron casi 4 años en ser concluidas, siendo inaugurada en diciembre de 1953, con un enorme costo (US$3,500.000 por kilómetro), al punto de que la edición de noviembre de 1952 de Mecánica Popular dijo de ella "Venezuela construye la carretera más costosa del mundo". Se utilizaron dos mil obreros, con más de 200 topadoras, tractores, camiones y niveladoras.
El 5 de enero de 2006, uno de sus Viaductos comenzó a colapsar, por lo que fue habilitada una vía de emergencia conocida como "la trocha" en febrero de ese mismo año, en paralelo se inició la construcción del Nuevo Viaducto N.º 1 tres veces más extenso que su predecesor y que fue concluido en 2007.
El 16 de julio de 2015, fue inaugurado el distribuidor Sur de Ciudad Caribia sumando 1,2 kilómetros de nueva vía con 2 rampas, 1 puente, y 2 canales por sentido que tiene una doble función: servir como retorno en ambos sentidos (Caracas y La Guaira) y conectar el urbanismo Ciudad Caribia con la autopista de forma más eficiente.

## Características
Con sus más de 16,1 kilómetros se puede llegar de Caracas al Litoral Central en tan solo 20 minutos. La vía está formada por dos amplias calzadas de 7,3 metros de anchura cada una, separadas por una zona verde central (tramos previos a los túneles Boquerón 1 y Boquerón 2) y por una isla de concreto prefabricado. Teniendo que atravesar la Cordillera de la Costa, cruzando terrenos accidentados, abruptas montañas y profundos abismos, se precisó de la perforación de la roca en dos túneles y la construcción de tres viaductos. También fue preciso llevar a cabo cortes y rellenos de gran magnitud; hay cortes en trincheras que miden hasta 95 metros de altura y rellenos de 35 a 40 metros.

## Túneles
Para la construcción de la vía por terrenos difíciles se hizo necesario la perforación de la montaña en dos túneles de doble servicio diseñados con sujeción a las más modernas normas de técnica, dotadas de modernísimas instalaciones para iluminación, ventilación artificial y comunicación. El primero de los túneles (dirección Caracas-La Guaira) el número 1 llamado Boquerón 1 de 1.910 metros, para su construcción fue considerado uno de los más largos del mundo para vehículos automotores[cita requerida], el segundo de los túneles, el número 2 llamado Boquerón 2 es de menor tamaño con 497 metros. Ambos túneles fueron construidos por la firma americana Morrison Knudsen, con sede en Boise, Idaho, USA, y representaron para la compañía un reto en ingeniería civil por tener que atravesar con explosivos roca metamórfica asentada en la montaña.
Sobre la boca del túnel Boquerón 1 en la dirección Caracas a La Guaira, se observan un tramo de la segunda Carretera "Vieja" Caracas-La Guaira, y un tramo del extinto Ferrocarril La Guaira a Caracas inaugurado en 1883

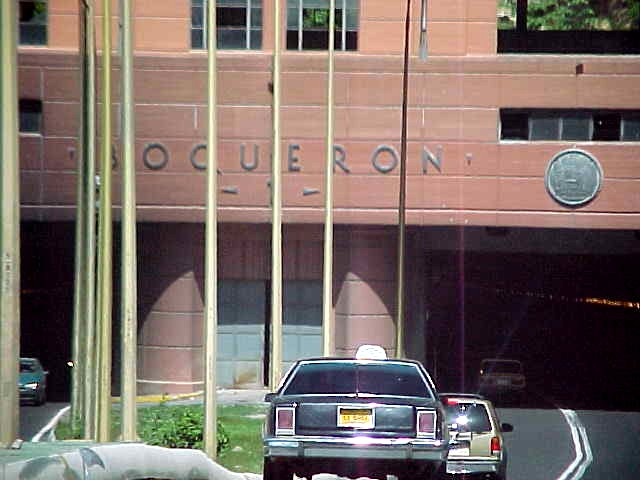
Túnel Boquerón 1

| Túneles de la Autopista Caracas-La Guaira | Túneles de la Autopista Caracas-La Guaira | Túneles de la Autopista Caracas-La Guaira | Túneles de la Autopista Caracas-La Guaira |
| #                                         | Nombre                                    | Longitud                                  | Inauguración                              |
| ----------------------------------------- | ----------------------------------------- | ----------------------------------------- | ----------------------------------------- |
| 1                                         | Túnel Boquerón 1                          | 1910 m                                    | 1953                                      |
| 2                                         | Túnel Boquerón 2                          | 497 m                                     | 1953                                      |

## Viaductos
El Antiguo Viaducto N.º 1 de la Autopista Caracas-La Guaira es el primero de los tres puentes que cruzaban el valle de la quebrada de Tacagua. El 19 de marzo de 2006, este viaducto colapsó, sin víctimas humanas ni daños materiales, a excepción del puente en sí, pero el 22 de junio de 2007 se inauguró el Nuevo Viaducto N.º 1, tres veces más largo que su antecesor.
El primer viaducto, que desde el terremoto de Caracas de 1967 había sufrido grandes deformaciones debido al desplazamiento del cerro de Gramoven y la Falla de Tacagua, fue sin duda alguna una obra maestra de ingeniería. Fue proyectado y construido por la firma francesa Campenon Bernard, bajo la concepción y asesoría del profesor Eugène Freyssinet[cita requerida] quien patentó el hormigón pretensado (en algunos lugares de Hispanoamérica concreto pre-comprimido) tecnología de construcción de elementos estructurales sometidos intencionadamente a esfuerzos de compresión previos a su puesta en servicio. Dichos esfuerzos se consiguen mediante barras, alambres o cables de alambres de acero que son tensados y anclados al hormigón. Se tiene por cierto que durante el diseño y construcción del Viaducto 1, el Ministerio de Obras Públicas estableció que debido a la presencia de una falla de movimiento sísmico en la zona, se debía crear un conjunto de terrazas en la montaña adyacente a la estructura para que este no sufriera las consecuencias del movimiento de toda el área, siendo estas terrazas perfiladas cada 2 años. Lamentablemente este reglamento del M.O.P solo se cumplió hasta 1961. 

### Ubicación de los viaductos
| Viaductos de la Autopista Caracas-La Guaira | Viaductos de la Autopista Caracas-La Guaira | Viaductos de la Autopista Caracas-La Guaira | Viaductos de la Autopista Caracas-La Guaira       |
| #                                           | Nombre                                      | Longitud                                    | Comentarios                                       |
| ------------------------------------------- | ------------------------------------------- | ------------------------------------------- | ------------------------------------------------- |
| 1                                           | Antiguo Viaducto N.º 1                      | 300 m                                       | Fuera de servicio, colapsó el 19 de marzo de 2006 |
| 2                                           | Viaducto N.º 2                              | 270 m                                       | En servicio                                       |
| 3                                           | Viaducto N.º 3                              | 215 m                                       | En servicio                                       |
| 4                                           | Nuevo Viaducto N.º 1                        | 803 m                                       | En servicio, inaugurado el 22 de junio de 2007    |

El primer viaducto se ubicaba cerca de los primeros 5 km que tiene esta autopista desde la salida de Catia, en Caracas. Tenía una longitud de 320 m de largo cruzando un desnivel de 70 m sobre el valle de la quebrada de Tacagua. La vía cruza en tres sitios sobre la quebrada, lo que obligó a construir tres viaductos similares permitiendo la reutilización de equipos y demás insumos. El primer viaducto costó 60 millones de bolívares y en su momento fue el quinto puente más grande del mundo.

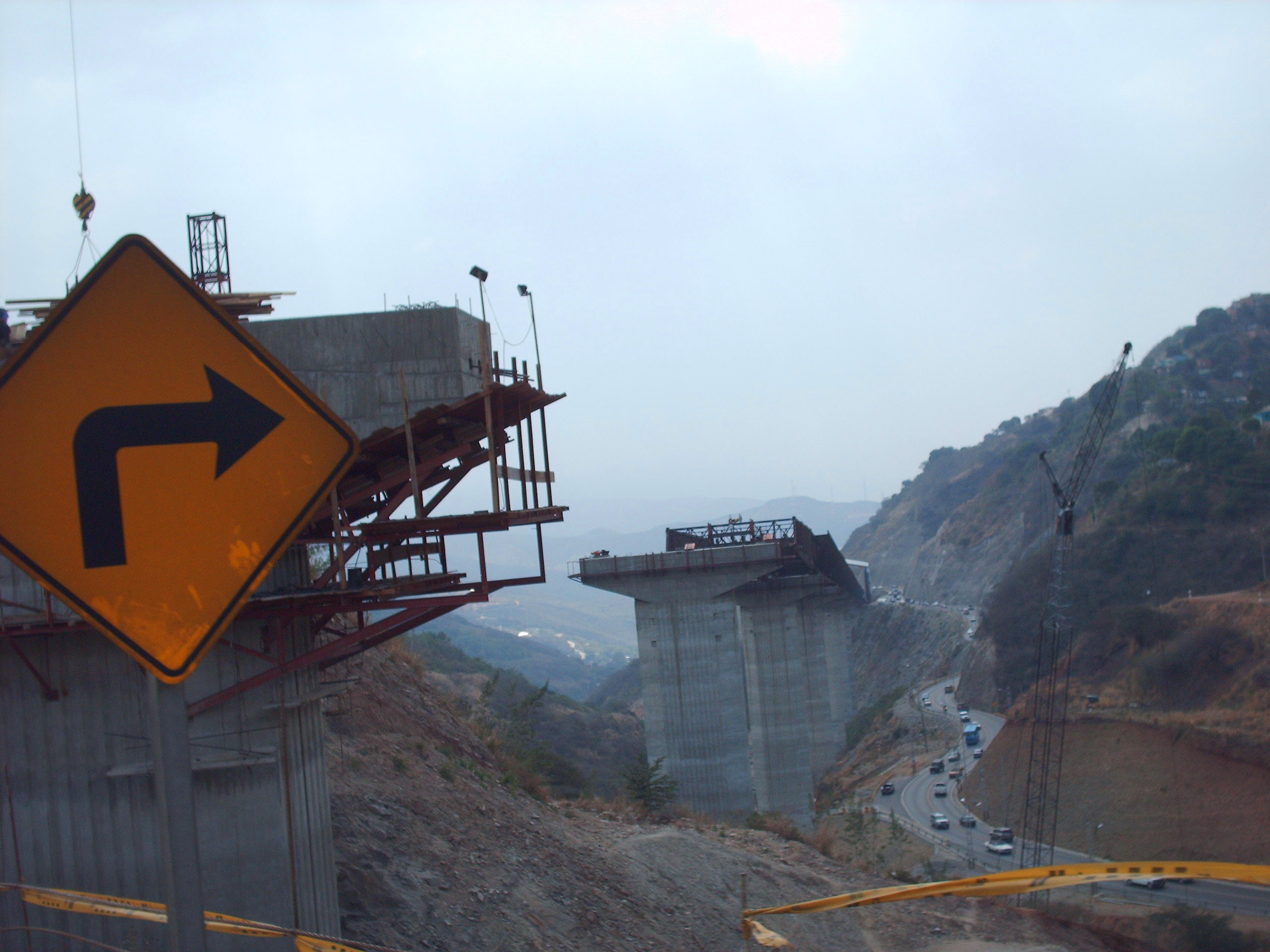
Nuevo Viaducto N.º 1, en plena construcción.

### Colapso del Antiguo Viaducto N.º 1
Desde enero de 2006, el Antiguo Viaducto N.º 1 quedó cerrado al tráfico vehicular al desplomarse parcialmente una de las columnas del puente.
El 19 de marzo de 2006, colapsó esta estructura después de casi un año de esfuerzos por parte del ministerio de Infraestructura por rescatarla, este desplome fue el resultado de décadas sin el debido mantenimiento y por el desplazamiento de la falla geológica y los cerros aledaños a la estructura, que lentamente hicieron que se deformase el arco original del antiguo viaducto, así como por la filtración de aguas negras. Aunque la posibilidad de un colapso se consideró por primera vez en 1987, los respectivos ministerios venezolanos continuaron sin plantearse una solución definitiva al problema.
El 5 de enero de 2006, una columna del viaducto se desplomó parcialmente y el puente fue cerrado. El 19 de marzo de 2006, la estructura colapsó completamente.

### Construcción del Nuevo Viaducto N.º 1
La obra de emergencia fue construida para ser usada temporalmente mientras se levantaba un nuevo viaducto tras el colapso de la anterior estructura de los años 50. Cerca de un mes antes del desplome de esta obra de ingeniería se construyó una vía de contingencia de casi 5 kilómetros de longitud, luego denominada por el argot popular como "la trocha", que fue inaugurada el 26 de febrero de 2006 y que permitió el uso ininterrumpido de la Autopista Caracas-La Guaira. La vía de contingencia solo contaba con dos canales, por lo que los varguenses se demoraban 90 minutos en promedio para realizar un recorrido que antes se efectuaba en cuarenta y cinco minutos.

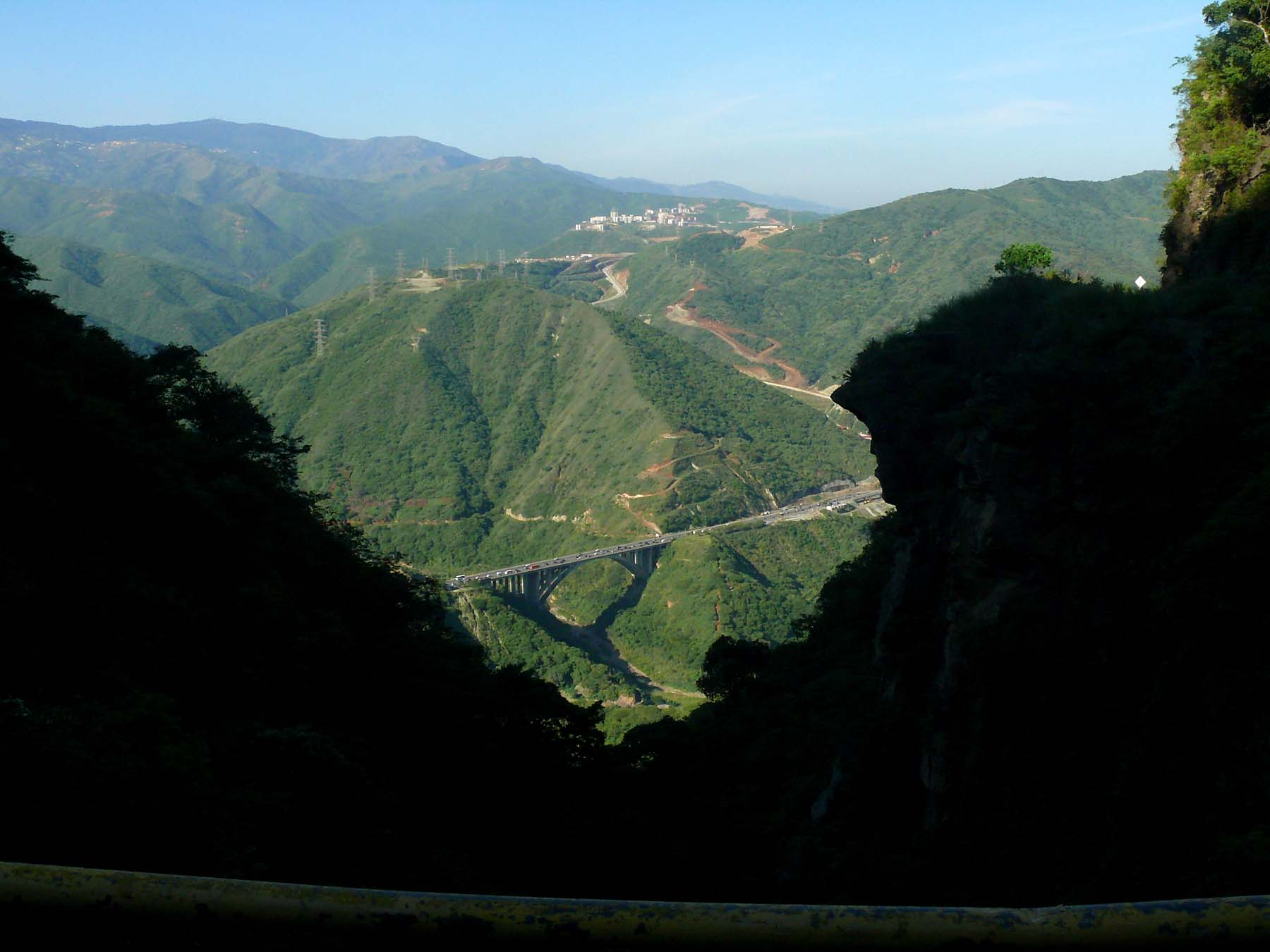
Uno de los Viaductos de la Autopista Caracas-La Guaira en 2012.

Al ser concluida esta carretera a finales de febrero de 2006, se iniciaron los trabajos para la construcción del Nuevo Viaducto N.º 1 de la Autopista Caracas-La Guaira, a cargo de la empresa venezolana Precomprimido CA. Esta nueva vía, construida por el método de lanzamiento sucesivo, sostenida por siete pilas o grandes columnas (la más alta alcanza los 60 metros) de concreto armado que poseerá 4 canales de circulación (2 por sentido) más hombrillo y tendrá casi el triple de la longitud del anterior viaducto, unos 803 metros de largo, tuvo un costo aproximado de 168 millones de Bs.F [cita requerida](aproximadamente 78,2 millones de USD, al cambio oficial de 2,15 Bs.F en 2006[cita requerida]).
Los estudios geológicos realizados en la zona donde se levanta la nueva estructura determinaron que el terreno donde se construye es estable[cita requerida], las autoridades de Minfra estimaron que este nuevo viaducto sería inaugurado en junio de 2007 justo antes de la realización de la Copa América 2007, de la que Venezuela es anfitriona, por lo cual se aceleraron los trabajos para que esta vía pueda ser usada por los visitantes que recibirá el país en ese importante evento internacional.
El 22 de junio de 2007, fue inaugurado el Nuevo Viaducto N.º 1, que contó con la participación de los ingenieros venezolanos Antonio Vaquero y Feliciano de Santis. La construcción del viaducto comenzó en septiembre de 2005 en materia de proyecto, iniciándose la obra física en marzo de 2006. La obra se concluyó en un tiempo de 16 meses.